# Miscellaneous Debris
Miscellaneous Debris ist eine EP der Band Primus. Sie erschien am 12. März 1992 bei Interscope Records.

## Hintergrund
Vor Beginn der Aufnahmen zu ihrem nächsten regulären Studio-Album Pork Soda nahmen Primus eine Reihe von Coverversionen auf. Die EP Miscellaneous Debris enthält fünf Cover von Songs von verschiedenen Bands. 
Auf der EP verwendet Bassist und Sänger Les Claypool ausschließlich seinen bundlosen sechssaitigen Rainbow Bass von Bassbauer Carl Thompson.
Aus der EP wurde die Single Making Plans for Nigel ausgekoppelt.

## Titel
| Nr.          | Titel                  | Geschrieben von | Länge |
| ------------ | ---------------------- | --------------- | ----- |
| 1.           | Intruder               | Peter Gabriel   | 4:18  |
| 2.           | Making Plans for Nigel | Colin Moulding  | 3:35  |
| 3.           | Sinister Exaggerator   | The Residents   | 3:37  |
| 4.           | Tippi-Toes             | The Meters      | 1:16  |
| 5.           | Have a Cigar           | Roger Waters    | 5:29  |
| Gesamtlänge: | Gesamtlänge:           | Gesamtlänge:    | 18:07 |

## Besetzung
Alle Informationen zur Besetzung entstammen dem Cover des Albums.
- Les Claypool – Bass,  Gesang, Kazoo
- Larry LaLonde – E-Gitarre
- Tim Alexander – Schlagzeug, Percussion